# Риккерт (Рендсбург)
Риккерт (нем. Rickert) — община в Германии, в земле Шлезвиг-Гольштейн.
Входит в состав района Рендсбург-Экернфёрде. Подчиняется управлению Фокбек. Население составляет 1082 человека (на 31 декабря 2010 года). Занимает площадь 5,52 км².